# Václav Šnaidr
Václav Šnaidr (1911 Tupadly – 1952 Věznice Pankrác) byl český příslušník SNB a protikomunistický odbojář odsouzený v politickém procesu komunistickým režimem k trestu smrti a v roce 1952 popraven.

## Životopis
Narodil se v roce 1911 v Tupadlech. Ve věku 22 let se stal studentem četnické školy. Tu úspěšně absolvoval a začal působit jako policista v Klatovech a Domažlicích.

### Po únoru 1948
Po komunistickém převratu se brzy zapojil do odbojové činnosti, která mu byla představena Františkem Havlíčkem. Již od srpna 1948 tak pomáhal československým občanům překročit hranici do Západního Německa. Později začal v této souvislosti spolupracovat s americkými tajnými službami. V rámci své odbojové činnosti rovněž pomáhal rozšiřovat síť tzv. mrtvých stránek a ukrývat zbraně.

#### Zatčení a soudní proces
Poté, co došlo k zatčení jeho spolupracovníka v odboji, který byl vyšetřovateli z řad StB brutálně mučen a Šnaidra při výsleších prozradil, byl zatčen (k zatčení možná došlo v srpnu 1951). Byly u něj přitom objeveny dvě desítky pušek, přes třicet pistolí a sedm tisíc nábojů. V květnu 1952 byl v politickém procesu konaném v Plzni za trestné činy velezrady, vyzvědačství a sabotáže odsouzen k trestu smrti. V procesu byla k dlouholetým trestům odnětí svobody (včetně trestů doživotních) odsouzena řada dalších osob, zpravidla příslušníků SNB. Byl mezi nimi i jeho bratr Josef, který byl odsouzen k trestu odnětí svobody ve výši 20 let. Šnaidrovo odvolání ani žádost o milost nebyly úspěšné. Popraven byl v listopadu 1952.
V roce 1993 byla v Klatovech instalována pamětní deska na jeho památku. V roce 2015 byla rekonstruována. V červnu 2023 byla u vstupu do budovy Policejního prezidia v Praze instalována pamětní deska, která připomíná příslušníky SNB, kteří byli za komunistického režimu popraveni. Je na ní i Šnaidrovo jméno.

## Připomínky
- Jeho jméno je uvedeno na pamětní desce popraveným příslušníkům Sboru národní bezpečnosti umístěné na fasádě v podloubí před vstupem do budovy Policejního prezidia České republiky na adrese Strojnická 935/27, 170 89 Praha 7 – Holešovice.[7][8]
- Jeho jméno je uvedeno na desce v řadě 32 na Čestném pohřebišti popravených a umučených z 50. let (III. odboj) na Ďáblickém hřbitově.[9]

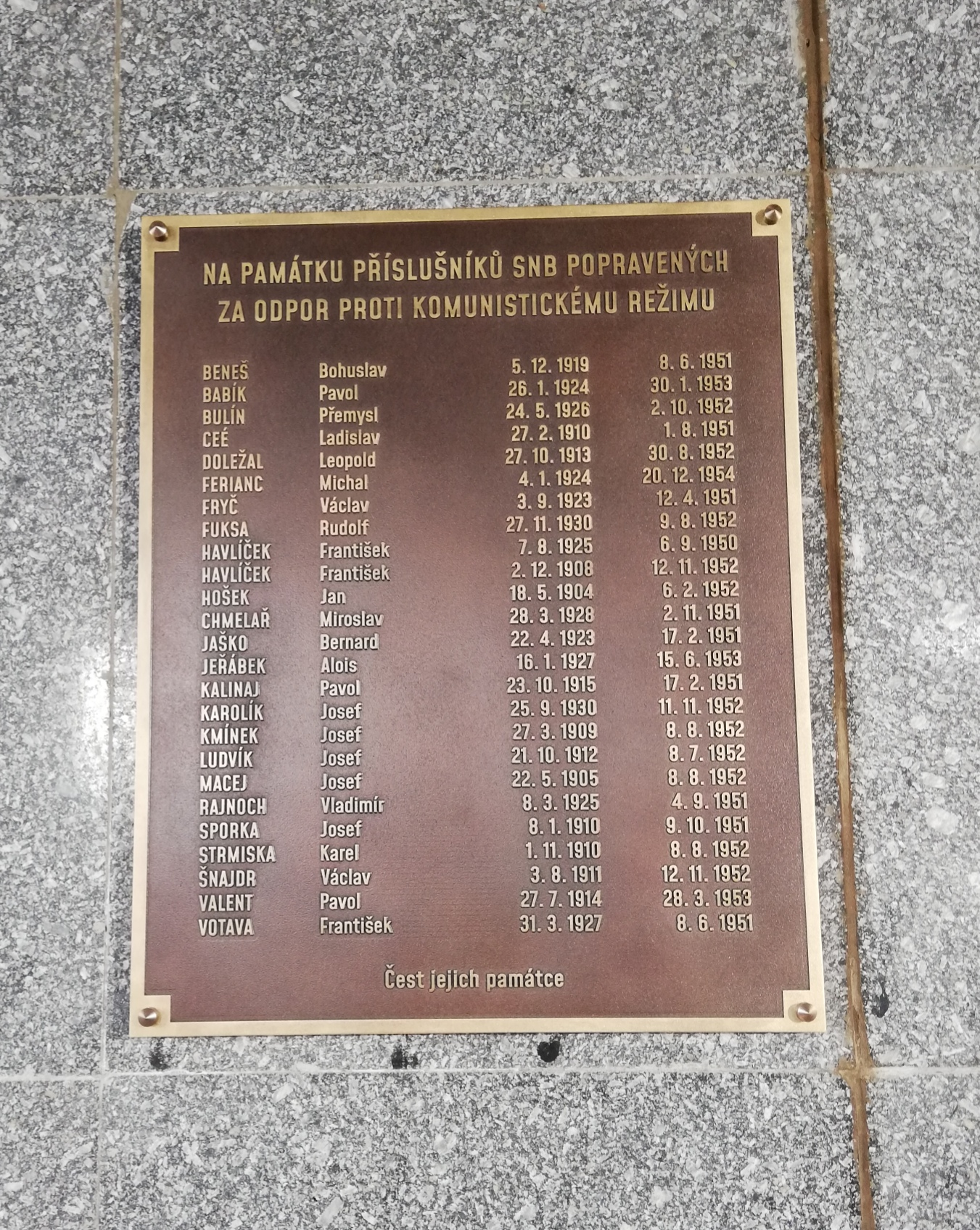
Pamětní deska popraveným příslušníkům Sboru národní bezpečnosti se jménem Václava Šnaidra v pražských Holešovicích
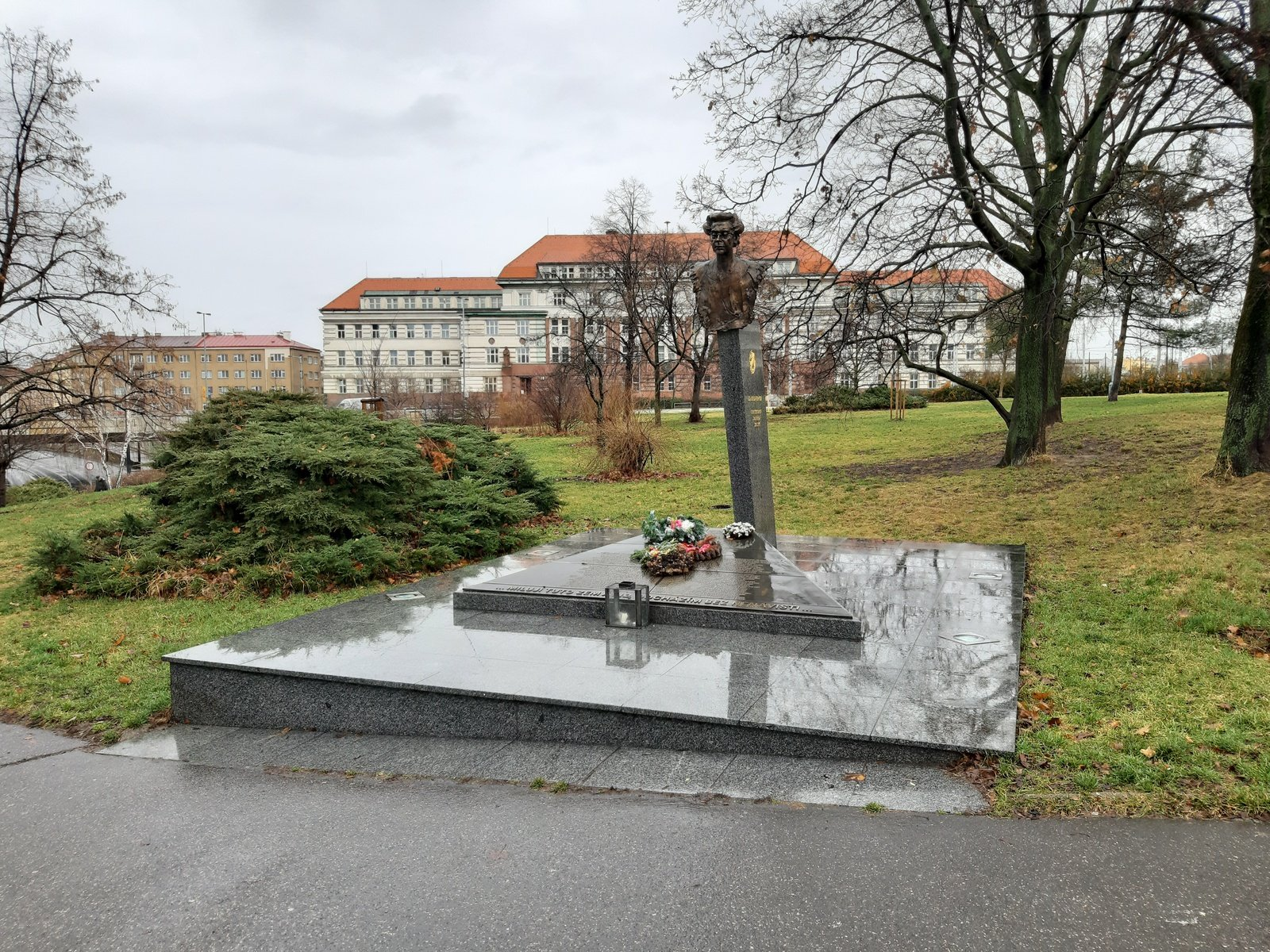
Pomník na náměstí Hrdinů v Praze 4 - Nuslích
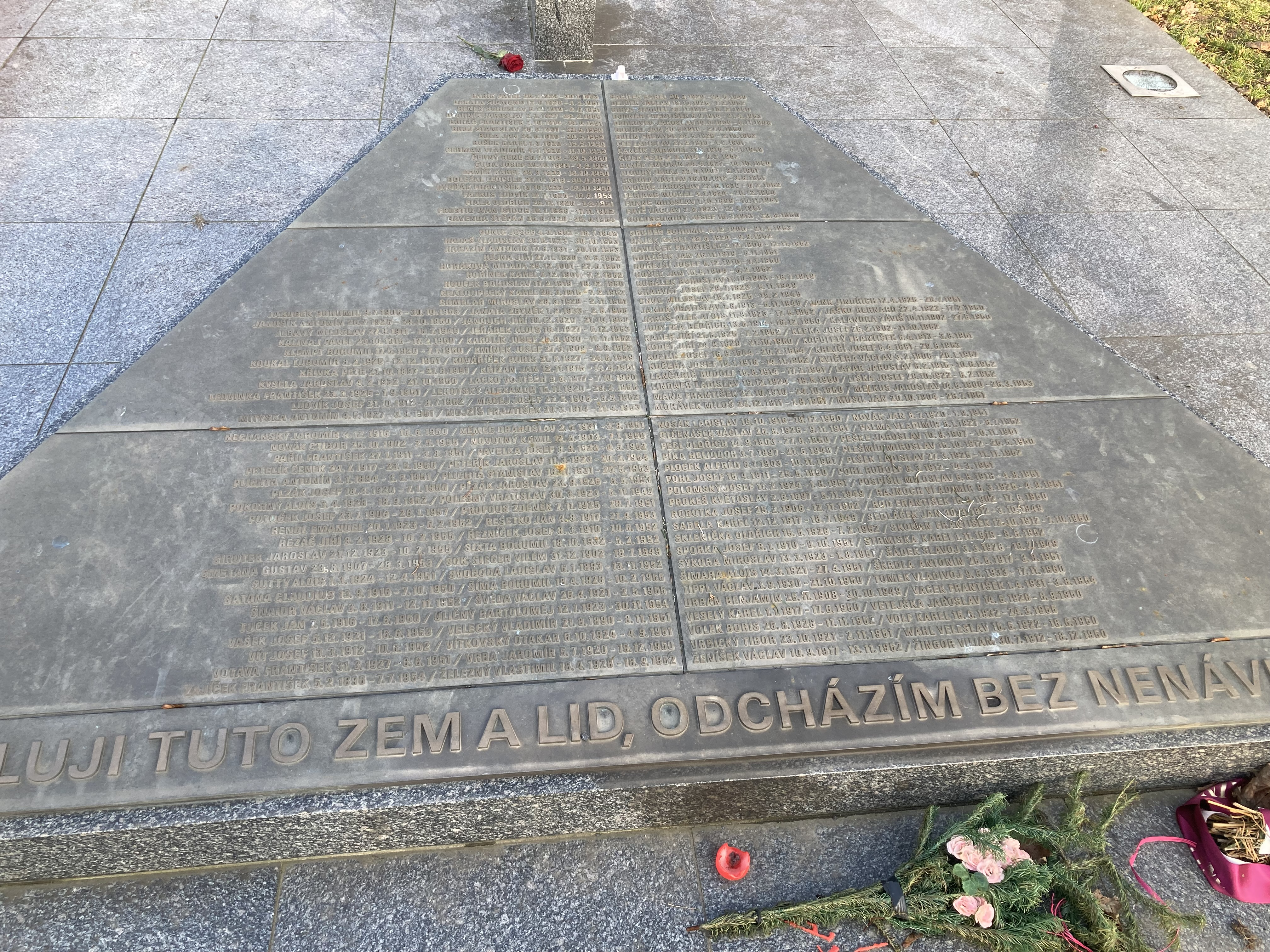
Seznam obětí komunismu se jménem Václava Šnaidra na pomníku na náměstí Hrdinů v Praze 4 - Nuslích
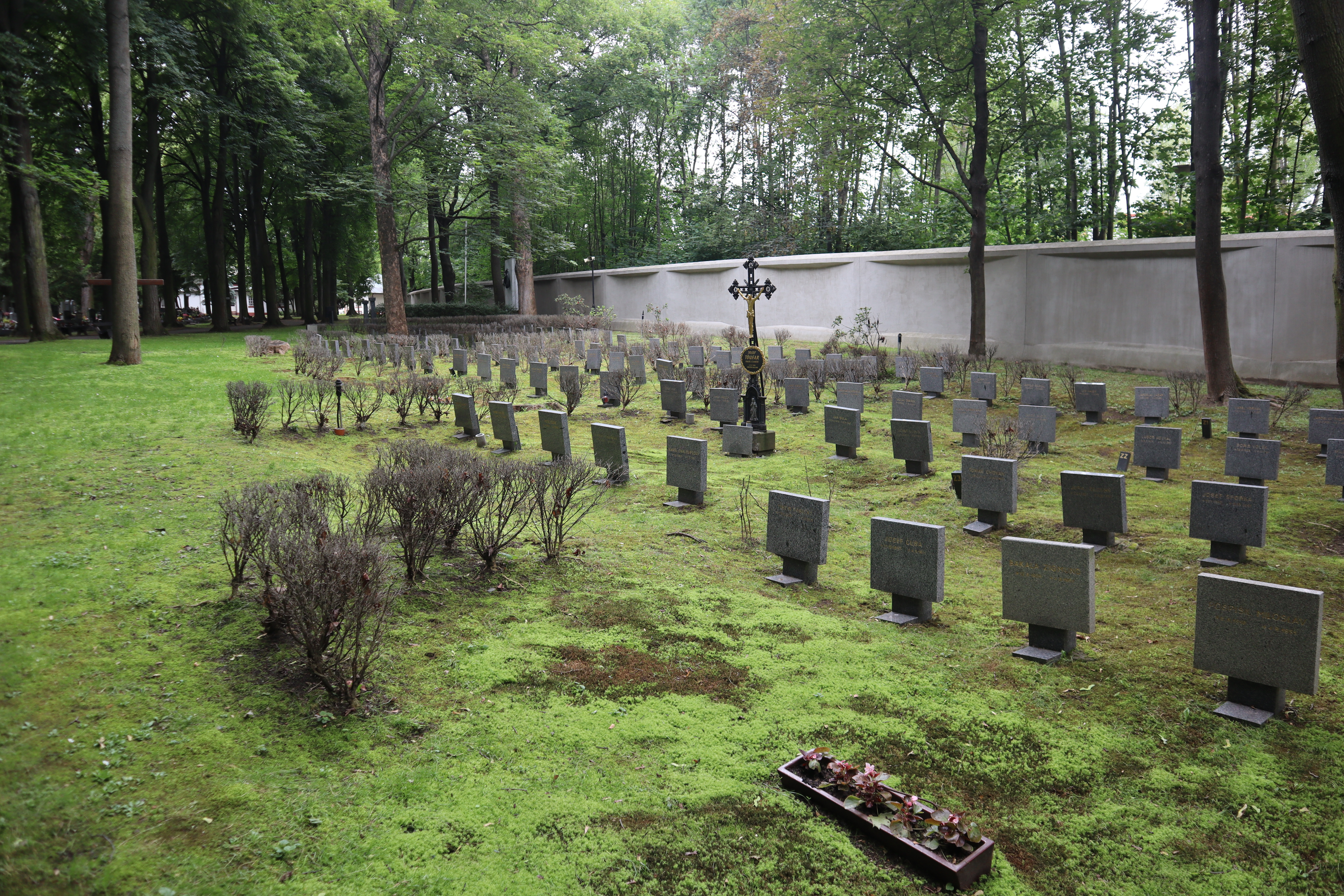
Čestné pohřebiště popravených a umučených z 50. let (III. odboj) na Ďáblickém hřbitově
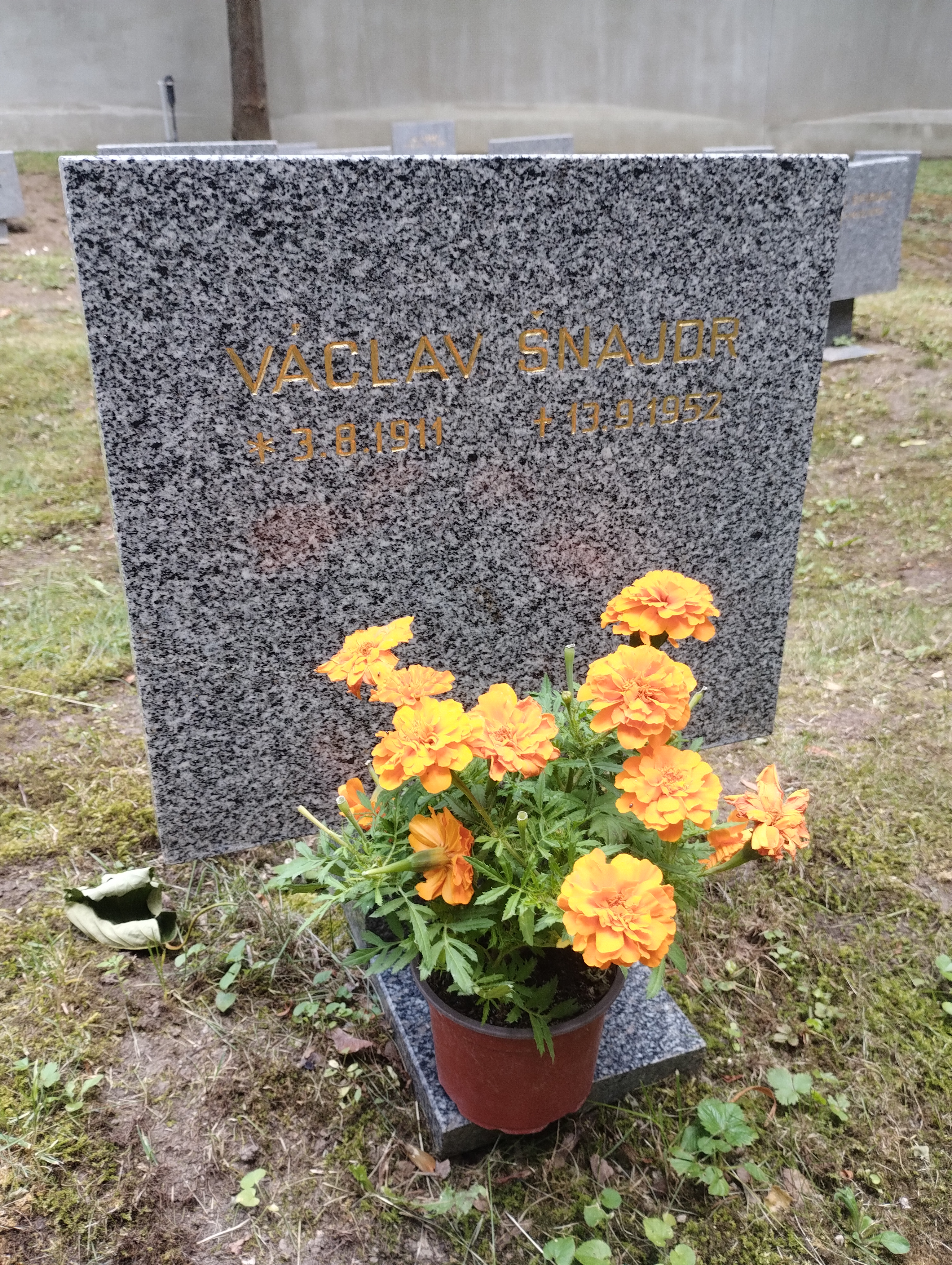
Symbolický náhrobek V. Šnajdra na Čestném pohřebišti v Ďáblicích